# Bingham (Maine)
Bingham – miasto w Stanach Zjednoczonych, w stanie Maine, w hrabstwie Somerset. W 2000 r. miasto to zamieszkiwało 989 osób.